# Unduzo

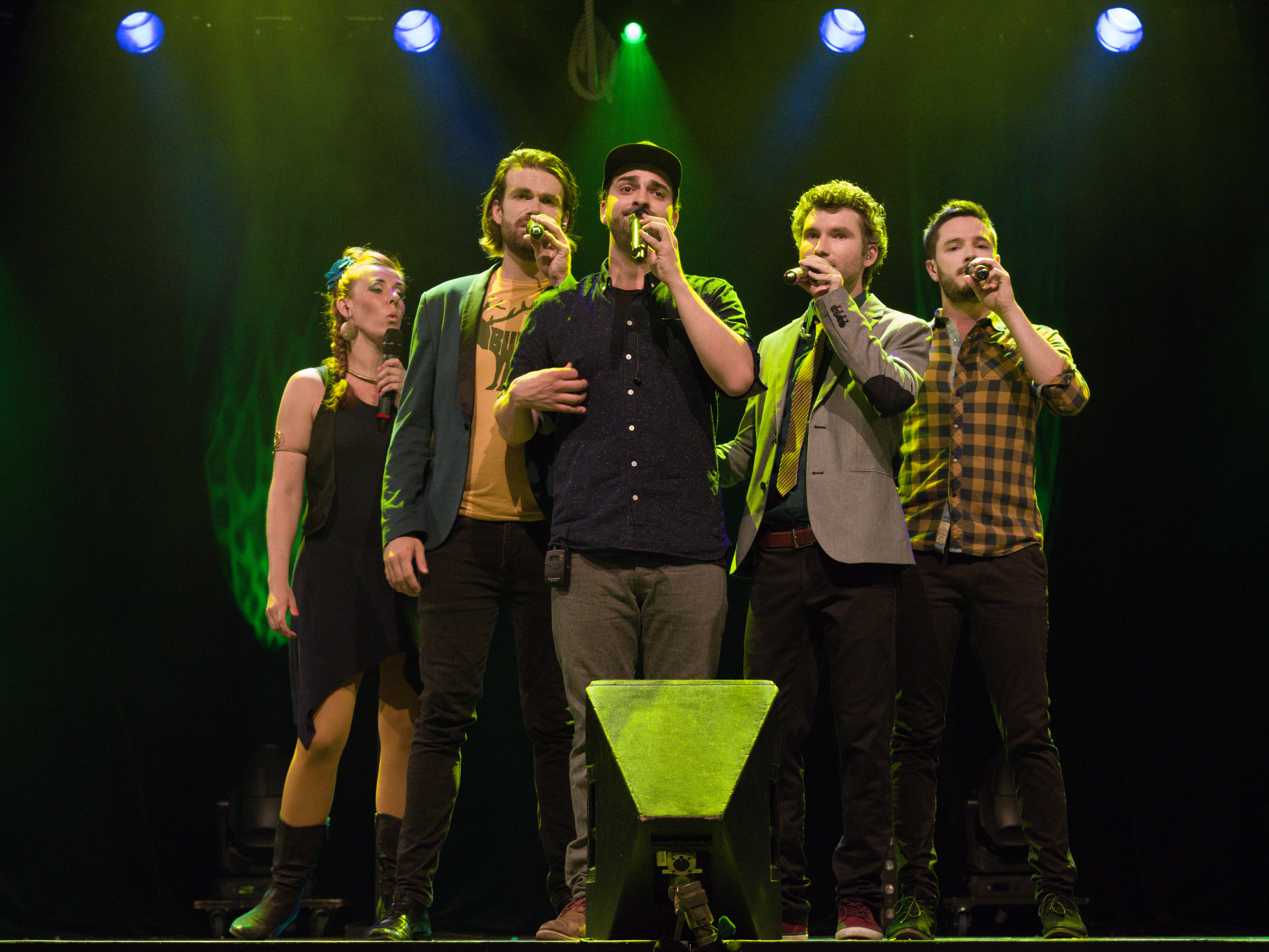
Die Band auf dem ZMF 2016 in Freiburg

Unduzo ist eine A-cappella-Band aus Freiburg im Breisgau. Unduzo vereinen in ihren Auftritten Pop, Comedy und Beatboxing. Bei ihren Auftritten zeigen sie nur eigene Stücke.

## Geschichte
Die Gruppe wurde im Jahr 2009 aus Mitgliedern der Musikhochschule Freiburg gegründet. 2023 bestand die Gruppe aus fünf studierten Musikern: dem Tenor Patrick Heil, der Mezzosopranistin Mareike Gerdes, dem Beatboxer und Bass Julian Knörzer, dem Bass und Bariton Richard Leisegang und dem Bariton und Tenor Cornelius Mack.
Im Jahr 2014 waren sie als festes Engagement zwei Monate lang der Hauptakt im Kristallpalast Variete in Leipzig. Nach 2012 trat Unduzo 2016 zum zweiten Mal in der A cappella Nacht auf dem Zelt-Musik-Festival in Freiburg auf.
Nach dem Wiederaufstieg des SC Freiburg in die erste Bundesliga veröffentlichten sie 2016 das Lied Erste Liga – SC Freiburg.
Die Gruppe Unduzo gehört zu den Mitinitiatoren des Black Forrest Voices Festivals in Kirchzarten, das 2019 mit einer großen Anzahl von Workshops für Chöre, A Cappella Gesang und Konzerten mit internationaler Besetzung gestartet ist.
2020 wurde Sinnika Kimmich Mezzosopranistin und Co-Managerin der Gruppe und trat bei zahlreichen Konzerten mit Unduzo auf, bei denen die Gruppe ihr neues Album Friede, Freude, Götterfunken vorstellte.
2023 tritt Unduzo mit dem neuen Weihnachtsprogramm Von Männern, Eseln und Maria auf.

## Repertoire
Unduzo singt überwiegend eigene Kompositionen, welche von der gesamten Gruppe gemeinsam getextet, komponiert und arrangiert werden. Ihre Eigenkompositionen sind stilistisch vor allem in den Facetten der Popmusik beheimatet. Unterschiedliche Stilarten des Singens greifen mit Beatbox und live-geloopten Linien ineinander. Auf der Bühne bieten Unduzo Comedy, Entertainment und verschiedene Choreografien. Das Publikum wird in die Konzerte einbezogen.

## Name
Der Name Unduzo kommt von dem Spruch „Und du so …“, allerdings sollte es nach Aussage der Band mit dem z hipper klingen.

## Preise und Auszeichnungen
- 2014 zweimal Gold in den Kategorien Pop und Comedy und zweiter Platz in der Kategorie Comedy bei Vokal.Total in Graz[8][9]
- 2015: Song „Left-Right-Down“ aus dem Album „Und du so…?!“ wurde für die amerikanischen A-Cappella Compilations „Voices online“ und „Sing“ ausgewählt
- 2015: 3. Platz beim Internationalen A-Cappella Wettbewerb Leipzig
- 2015: 2. Platz beim German A-Cappella Bundescontest (Kategorie Profi) sowie den goldenen Kompositionspreis für den Song Der Clown
- 2015: 4 von 7 Gewinnerkompositionen beim Kompositionswettbewerb „Gebt uns Songs“ des Deutschen Chorverbandes
- 2016: Kleinkunstpreis Baden-Württemberg[10][11][12]
- 2016: 2. Platz und Publikumspreis beim A-Cappella-Award Ulm[13]
- 2018: Gewinn des Titels der König als bester Schweizer Comedy-Act beim Kleinkunstevent „die Krönung“ in Burgdorf, Schweiz
- 2018: Nominierung für einen CARA, in der Kategorie „Best European Album“
- 2020: Preise in den Kategorien „Best Video by a Professional Group“ und „Outstanding Video Editing“ bei den A-Cappella Video Awards für das Video zu Liebes Lied[14]
- 2020 Nachwuchsförderpreis für junge Liedermacher der Hanns-Seidel-Stiftung[15]

## Diskografie
Alben:
- 2009: War doch nicht so schwer
- 2014: Und du so …?!
- 2017: Schweigen Silber Reden Gold
- 2021: Friede, Freude, Götterfunken

Singles:
- 2016: Erste Liga

## Veröffentlichungen
- Beatbox Your Choir von Julian Knörzer, erschienen im Schott-Verlag

## Noten
- „Monika“ Chorbesetzung SATB
- „Kleine Melodie“ Chorbesetzung SATB
- „Kleine Melodie“ Originalbesetzung
- „Ich glaub“ Originalbesetzung
- „Eine neue Zeit“ Originalbesetzung
- „Der Clown“ Chorbesetzung SATB
- „Astronaut“ Originalbesetzung